# Wojskowy Sąd Okręgowy Nr V
Wojskowy Sąd Okręgowy Nr V – jednostka organizacyjna służby sprawiedliwości Wojska Polskiego II RP z siedzibą w Krakowie.

## Historia
U kresu I wojny światowej na podstawie rozporządzenia Polskiej Komisji Likwidacyjnej z dniem 1 listopada 1918 dokonano reorganizacji sądownictwa wojskowego. Z Sądu dywizyjnego dla c. i k. armii (niem. Heeresdivisionsgericht) i Sądu dywizyjnego dla c. k. Obrony Krajowej (niem. Landwehrdivisionsgericht) został utworzony jeden sąd pod nazwą „Sąd Dywizyjny Wojsk Polskich w Krakowie”, natomiast z Sądu brygady dla c. i k. armii (niem. Heeresbrigadegericht) i Sądu brygady dla c. k. Obrony Krajowej (niem. Landwehrbrigadegericht) został utworzony jeden sąd pod nazwą „Sąd Brygady Komendy Wojsk Polskich”. Szefem Sądu Dywizyjnego został ppłk Ludwik Izierski.
Na początku 1919 Sąd Dywizyjny Wojsk Polskich w Krakowie został przemianowany na Sąd Wojenny Okręgu Generalnego w Krakowie, a następnie na Sąd Wojskowy Okręgu Generalnego w Krakowie.
W wyniku organizacji służby sprawiedliwości na czas pokoju została nadana nowa nazwa: Wojskowy Sąd Okręgowy Nr V. Dotychczasowe wojskowe sądy załogowe zostały przekształcone w wojskowe sądy rejonowe i ulokowane w Krakowie, Bielsku i Katowicach.
Wojskowy sąd okręgowy obejmował swoim obszarem działania cały Okręg Korpusu Nr V. Sąd wykonywał czynności zasadniczo na swoim obszarze działania. Poza swoim obszarem działania sąd mógł wykonywać czynności tylko, gdy wymagało tego dobro wymiaru sprawiedliwości, ewentualnie gdy znacznie oszczędzono by koszty.

## Obsada
Szefowie sądu
- ppłk Ludwik Izierski (od 1 XI 1918)
- płk KS dr Mieczysław Bielski (1923[6][7][8] – 30 IV 1927[9])
- płk KS dr Aleksander Hiacynt Bartik (VII[10] – 30 IX 1927 → stan spoczynku[11])
- płk KS Mikołaj Kostecki (14 X 1927[4] – IV 1929 → szef WSO Nr I)
- ppłk / płk KS dr Stanisław Cięciel (16 XII 1929 – 7 I 1931 → sędzia NSW)
- ppłk KS Kalikst Szymonowicz (III 1931[12] – 31 VIII 1935 → stan spoczynku[13])
- ppłk / płk aud. dr Jan Zygmunt Dąbrowski (31 VIII 1935[14] – 1937 → sędzia NSW[15])
- płk aud. Roman Zbigniew Józef Medwicz (1937 – IX 1939[15])

Obsada personalna w 1939 roku
Obsada personalna i struktura organizacyjna w marcu 1939 roku:
- szef sądu – płk dr Roman Zbigniew Józef Medwicz
- sędzia orzekający – mjr Alfred Wojciech Hausner
- sędzia orzekający – mjr Benedykt Stanisław Michalski
- sędzia orzekający – mjr mgr Franciszek Midura
- sędzia śledczy – kpt. mgr Mieczysław Alfons Kaczorowski
- sędzia śledczy – kpt. dr Antoni Świadkowski
- aplikant – ppor. rez. piech. pdsc. mgr Mieczysław Stanisław Barciszewski
- aplikant – ppor. rez. piech. pdsc. mgr Bohdan Hieronim Heigel
- aplikant – ppor. rez. piech. pdsc. mgr Kazimierz Hilary Sienkiewicz

## Wojskowa Prokuratura Okręgowa Nr 5
Z dniem 1 listopada 1918 z dotychczasowych prokuratur wojskowych dla c. i k. Armii (niem. Heeresanwalt) i dla c. k. Obrony Krajowej (niem. Landwehranwalt) została powołana Prokuratoria Komendy Wojsk Polskich w Krakowie. Kierownikiem prokuratorii został mjr dr Bronisław Zbyszewski.
Wojskowi prokuratorzy okręgowi
- mjr KS dr Bronisław Zbyszewski (1 XI 1918[1])
- ppłk KS dr Aleksander Hiacynt Bartik (1923[6][7] – 15 XII 1925 → sędzia orzekający w WSO Nr V[18][19])
- ppłk KS dr Stanisław Cięciel (15 XII 1925[1] – 16 XII 1929 → p.o. szefa WSO Nr V)
- ppłk / płk KS dr Michał Przywara (16 XII 1929 – 7 I 1931 → sędzia NSW)
- mjr / ppłk KS dr Roman Zbigniew Józef Medwicz (26 II 1931[20] – 10 III 1932 → szef WSO Nr VI[21])
- mjr KS Mieczysław Konstanty Alfons Güntner (10 III 1932[21] – 28 II 1934 → rezerwa[22])
- ppłk KS dr Jan Zygmunt Dąbrowski (9 IV 1934 – 31 VIII 1935 → szef WSO Nr V)
- ppłk aud. Henryk I Rzewuski (31 VIII 1935[14] – 31 VIII 1939[23])
- mjr aud. dr Stefan Mojżyszek (do 18 IX 1939[23])

Obsada personalna w marcu 1939 roku
- prokurator – ppłk Henryk I Rzewuski
- wiceprokurator – mjr dr Stefan Mojżyszek
- podprokurator – kpt. mgr Kazimierz Stefan Kostórkiewicz
- asystent – kpt. mgr Jarosław Sobieszczański
- asystent – por. mgr Leopold Edmund Bochenek
- asystent – por. mgr Franciszek Józef Cichoń
- asystent – por. mgr Kazimierz Stanisław Krzanowski
- asystent – por. mgr Antoni Maszewski